# Ida von Reinsberg-Düringsfeld
Ida von Reinsberg-Düringsfeld (ur. 12 listopada 1815 w Miliczu, zm. 25 października 1876 w Stuttgarcie) – niemiecka pisarka.
W 1845 rozpoczęła podróż po Włoszech, Czechach, Dalmacji i Belgii gdzie zajmowała się studiami filologicznymi i literackimi. Pozostawiła wiele prac wierszem i prozą, między innymi "Margarete von Valois" (1847). Wspólnie z mężem opublikowała "Sammlung von Sprichwörtern der Germanischen und Romanischen Sprachen" (1872)